# Василь Стефаник (монета)
«Василь Стефаник» — пам'ятна монета номіналом 2 гривні, випущена Національним банком України, присвячена 150-річчю від дня народження українського письменника-новатора, поета, громадського діяча та політика Василя Стефаника.
Монету введено в обіг 12 травня 2021 року. Вона належить до серії «Видатні особистості України».

## Опис та характеристики монети
| Номінал грн. | Метал      | Маса, грам | Діаметр, мм. | Якість виготовлення       | Гурт     | Тираж, штук |
| ------------ | ---------- | ---------- | ------------ | ------------------------- | -------- | ----------- |
| 2            | нейзильбер | 12,8       | 31           | спеціальний анциркулейтед | рифлений | 35 000      |

### Аверс

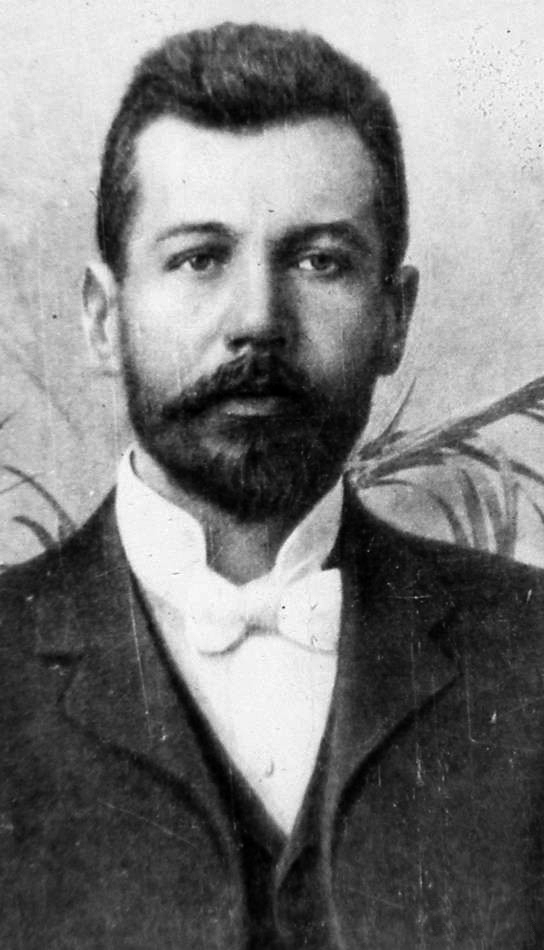
Василь Стефаник

На аверсі монети розміщено: угорі — малий Державний Герб України, з правої сторони якого 20, а з лівої 21, що загалом дає рік карбування — 2021; у центрі — стилізовану композицію: на якій тлі вікна сільської хати розташовано портрет Василя Стефаника. Праворуч від портрету розташовано колосок, який символізує письменницьке перо; написи: УКРАЇНА (над портретом), номінал — 2 (праворуч), ГРИВНІ (півколом праворуч), унизу півколом напис ВАСИЛЬ СТЕФАНИК 1871—1936 (роки життя); логотип Банкнотно-монетного двору Національного банку України розташовано праворуч між написами.

### Реверс
На реверсі монети на дзеркальному тлі зображено фігуру людини, яка зібралася в дорогу, на передньому плані розташовується кам'яний хрест (нагадування про одну з найвідоміших новел письменника «Камінний хрест»), праворуч і ліворуч від якого колоски. По обидва боки від фігури розташовуються стилізовані птахи.

## Автори
- Художник: Куц Марина.
- Скульптори: Атаманчук Володимир, Іваненко Святослав.[1]

## Вартість монети
Роздрібна ціна Національного банку України 49 гривень.
Фактична приблизна вартість монети, з роками змінювалася так:
| Рік        | 2021 | 2022 | 2023 | 2024 | 2025 |
| ---------- | ---- | ---- | ---- | ---- | ---- |
| Ціна, грн. | 55   | 55   | 60   | 90   | 100  |